# Droga krajowa N14 (Ukraina)
Droga krajowa N14 (ukr. Автошлях Н 14) – droga krajowa na Ukrainie. Rozpoczyna się w Aleksandrówce, następnie biegnie na południe przez Kropywnycki, Bobryniec i kończy się w Mikołajowie. Droga ma 239,3 km i przechodzi przez 2 obwody: kirowohradzki oraz mikołajowski. 25,6 km tej trasy stanowi południowa obwodnica Kropywnyckiego. Trasa przecina się z drogą M13.